# Joaquim Antônio de São Tiago
Joaquim Antônio de São Tiago, nome de batismo Joaquim Antonio de S. Thiago, (Desterro, 25 de outubro de 1857 — São Francisco do Sul, 5 de outubro de 1916) foi um jornalista, professor, dramaturgo e político brasileiro, destacando-se também como grande divulgador do espiritismo em Santa Catarina.

## Biografia
Filho de Peregrino Servita de São Tiago e de Maria Augusta de São Tiago.
Fundou o primeiro centro espírita de Santa Catarina, o Centro Espírita Caridade de Jesus em 21 de julho de 1895, ficando na sua presidência até 1916.
Foi eleito para o Constituinte de 1891.
Foi professor público de 1886 a 1916 com grande dedicação ao ensino da moral nos corações de seus alunos. Autor de várias peças teatrais, escrevendo dramas de cunho moral que muito influenciou os catarinenses de sua época, como A Orfã e A Enjeitada. 
Em 28 de outubro de 1910 recebe autorização e parecer favorável do então Conselho Superior da Instrução Pública de Santa Catarina para publicação de Pequenas Lições de Moral Christã, para uso nas escolas primárias do estado.
Seus contemporâneos levaram a Academia Catarinense de Letras a fazê-lo patrono de uma das cadeira daquele sodalício intelectual, a de número 19, o mesmo número da cadeira que ocupou durante no Congresso Representativo Catarinense de 1891.
Utilizava sempre da imprensa local para divulgar ao povo os princípios espíritas e, quando faltava a imprensa, recorria à publicação de folhetos, sendo que o último, em 25 de agosto de 1916, às vésperas de sua desencarnação, foi escrito para defender a doutrina espírita contra os ataques de um sacerdote da Igreja Católica.
Era irmão do ex-vice-governador de Santa Catarina Polidoro Olavo de São Tiago.

## Obras
- A Orfã
- A Enjeitada
- Pequenas Lições de Moral Christã